# Wildtierbestand in Sierra Leone
Der Wildtierbestand in Sierra Leone ist vor allem durch den Bürgerkrieg zwischen 1991 und 2002 und die Nutzung von Wildtieren als Bushmeat zurückgegangen. Die Proklamation neuer Naturschutzgebiete im Land, darunter vor allem dem Gola-Regenwald-Nationalpark, soll diesem Trend entgegenwirken. Der Mensch-Wildtier-Konflikt stellt (Stand 2006) ein zunehmendes Problem dar.
Sierra Leone ist Heimat von 147 Säugetierarten (wahrscheinlich 170), mindestens 313 Vogelarten (wahrscheinlich 642), 67 Reptilienarten, 43 Amphibienarten (wahrscheinlich 55) und 99 Fischarten (wahrscheinlich 180).

## Zählungen und Bestand
Landesweite Zählungen von Wildtieren durch staatliche Instanzen finden und fanden in Sierra Leone nicht statt. Internationale Naturschutzverbände führen Erhebungen zu einzelnen Tierarten im Land durch. 
Ausgestorben sind unter anderem der Westafrikanische Löwe (Weltbestand etwa 400 Tiere), der Kob und das Breitmaulnashorn sowie die Westafrika-Kuhantilope, Pferdeantilope, Sitatunga und Riesen-Elenantilope. Mit 18 Antilopenarten hat Sierra Leone dennoch eine sehr große Artenvielfalt in Bezug auf die Größe des Landes. 16 von diesen Arten sind bedroht oder selten.
Der Bestand der Wasservögel an der Küste am liegt laut letzter Zählung aus Anfang 2023 bei mindestens 44.084 Einzeltieren aus 63 Arten.
Nachstehend der Bestand von ausgewählten großen Wildtierarten.
| Foto | Tierart                          | Bestand                                | Jahr und Quelle                       |
| ---- | -------------------------------- | -------------------------------------- | ------------------------------------- |
|      | Bongo                            | vorhanden Zahl unbekannt               | 2016                                  |
|      | Buschbock                        | vorhanden Zahl unbekannt               | 2016                                  |
|      | Dianameerkatze                   | 15.000+                                | 2022 UNESCO                           |
|      | Flusspferd                       | <200                                   | 2008 IUCN                             |
|      | Gelbrückenducker                 | vorhanden Zahl unbekannt               | 2016                                  |
|      | Guinea-Pavian                    | vorhanden Zahl unbekannt               | 2018                                  |
|      | Jentink-Ducker                   | vorhanden Zahl unbekannt               | 2016                                  |
|      | Kleinstböckchen                  | vorhanden Zahl unbekannt               | 2016                                  |
|      | Leopard                          | 50–100                                 | 2015 IUCN                             |
|      | Manati                           | relativ weit verbreitet Zahl unbekannt | 2015                                  |
|      | Nilkrokodil                      | vorhanden Zahl unbekannt               | 1996                                  |
|      | Oribi                            | vorhanden Zahl unbekannt               | 2016                                  |
|      | Westafrikanisches Panzerkrokodil | vorhanden Zahl unbekannt               | 2013                                  |
|      | Pinselohrschwein                 | vorhanden Zahl unbekannt               | 2016                                  |
|      | Riesenwaldschwein                | vorhanden Zahl unbekannt               | 2016                                  |
|      | Rotbüffel                        | vorhanden Zahl unbekannt               | 2008                                  |
|      | Rußmangabe                       | vorhanden Zahl unbekannt               | 2013                                  |
|      | Schimpanse                       | >5500                                  | 2010 Tacugama                         |
|      | Roter Stummelaffe                | 9000+                                  | 2022                                  |
|      | Stumpfkrokodil                   | vorhanden Zahl unbekannt               | 2013                                  |
|      | Timneh-Graupapagei               | 11.000–18.000                          | 1992                                  |
|      | Tüpfelhyäne                      | 50–100                                 | 1998                                  |
|      | Waldelefant                      | 135–155                                | 2016, IUCN                            |
|      | Warzenschwein                    | vorhanden Zahl unbekannt               | 2014                                  |
|      | Defassa-Wasserbock               | vorhanden Zahl unbekannt               | 2016 IUCN                             |
|      | Weißbrust-Perlhuhn               | vorhanden Zahl unbekannt               | 2013                                  |
|      | Zebraducker                      | vorhanden Zahl unbekannt               | 2016                                  |
|      | Zwergflusspferd                  | 150                                    | 2010 IUCN Species Survival Commission |